# Савјет националних мањина Републике Српске
Савјет националних мањина Републике Српске је посебно савјетодавно тијело које сачињавају припадници националних мањина у Републици Српској.
Предсједник Савјета је Весна Темелкоска Вуковић из Удружења Македонаца Републике Српске.

## Дјелокруг
Савјет националних мањина Републике Српске је основан 1. марта 2007. године Одлуком о оснивању Савјета националних мањина Републике Српске, а на основу Закона о заштити права припадника националних мањина.
Савјет националних мањина даје мишљења, савјете и предлоге Народној скупштини Републике Српске и другим републичким органима о свим питањима која се тичу права, положаја и интереса националних мањина. Савјет може делегирати стручњака у Одбору за уставна питања Народне скупштине.
Чланове Савјета бира Народна скупштина из реда кандидата које предлаже Савез националних мањина Републике Српске. Мандат им траје четири године.